# Randgebirge östlich der Mur
Das Randgebirge östlich der Mur ist eine Gebirgsgruppe in den Ostalpen.
Es umfasst die östlichen Ausläufer der zentralen Ostalpen und die Vorberge des östlichen und südöstlichen Vorlands.

## Umgrenzung und angrenzende Gebirgsgruppen
Die Umgrenzung des Randgebirges östlich der Mur wird gebildet:
- im Nordosten berührt es den Wienerwald
- zu den Gutensteiner Alpen entlang dem Steinfeld–Neunkirchen–Ternitz
- Rax-Schneeberg-Gruppe: die Linie von Ternitz–Gloggnitz–Schottwien über den Semmering-Pass bis Mürzzuschlag im Mürztal
- von Mürzzuschlag bis Bruck an der Mur grenzen die Mürzsteger Alpen an
- die Lavanttaler Alpen trennt die Mur bis Spielfeld
- die Ostgrenze läuft unspezifisch entlang der Ungarischen Tiefebene, des Neusiedler Sees und über Bruck an der Leitha in das Wiener Becken

## Gliederung
Die Gebirgsgruppe wird im Allgemeinen in folgende Gebirge untergliedert:
- Fischbacher Alpen (Stuhleck 1782 m ü. A.)
- Wechsel (Hochwechsel 1743 m ü. A.)
- Grazer Bergland (Hochlantsch 1720 m ü. A.)

Daneben umfasst es die östlichen und südöstlichen Vorberge der Alpen:
- Leithagebirge (Sonnenberg 484 m ü. A.)
- Rosaliengebirge (Heuberg 748 m ü. A.)
- Ödenburger Gebirge (Brentenriegel 606 m ü. A.)
- die Bucklige Welt (Eselberg 974 m ü. A.) inklusive Landseer Hügelland (Pauliberg 761 m ü. A.)[2] und Bernsteiner Gebirge (Hutwisch und Kühriegel, je 896 m ü. A.)
- das Joglland (Hochwechsel 1743 m ü. A.)
- Günser Bergland, auch Günsergebirge (Geschriebenstein 884 m ü. A.)